# Formula One 2000
Formula One 2000 est un jeu vidéo de course de Formule 1 sorti en 2000 sur PlayStation et Game Boy Color. La version PlayStation est développée par Studio 33, et éditée par Sony Computer Entertainment en Europe et Midway Games en Amérique du Nord ; la version Game Boy Advance est développée par Tarantula Studios et éditée par Take Two, et n'est sortie qu'en Amérique du Nord. Le jeu fait partie de la série Formula One.